# مالك فيتس
مالك فيتس (مواليد 4 يوليو 1997) هو لاعب كرة سلة أمريكي يلعب في مركز لاعب هجوم قوي الجسم في نادي بوسطن سيلتكس.

## روابط خارجية
- مالك فيتس على موقع إن بي أي (الإنجليزية)
- مالك فيتس على موقع سبورتس رفرنس (الإنجليزية)
- مالك فيتس على موقع كرة السلة الأوروبية.كوم (الإنجليزية)
- مالك فيتس على موقع كلية كرة السلة في سبورتس رفرنس.كوم (الإنجليزية)
- مالك فيتس على موقع ريلجم (الإنجليزية)
- مالك فيتس على موقع بروبوليرز (الإنجليزية)
- مالك فيتس على موقع سبورتس رفرنس (الإنجليزية)